# 井田川
井田川（いだがわ）は、岐阜県および富山県を流れる一級河川。神通川左岸の支流である。

## 地理
岐阜県飛騨市河合町山中の白子峠に源を発する。岐阜県内では原山本谷、富山県富山市八尾町大長谷（おおながたに）地区では大長谷川、室牧地区や仁歩地区では室牧川となり、富山市八尾町高熊で野積川を合わせ井田川となる。合流から少し下流のところで久婦須（くぶす）川を、富山市婦中町麦島で山田川を合わせ、富山市鵯島（ひよどりじま）で神通川に合流する。

## 歴史
古くは、この川の守護神咲田姫に由来した咲田（さきた）川と呼ばれていた。のちに「さきた」が「さいた」となり、「さ」が取れて「いた」となったといわれている。昔は出水が多く上流から下流近くに住む人々の暮らしに大きな影響を与えた。
1950年に国土開発法が制定され、富山県は全国に先駆けて治山治水・利水・水力発電を中心とした「県土総合開発計画」を策定し、その最初の事業として室牧川や山田川を対象とした「井田川総合開発計画」が作られ、1953年から事業が開発された。中心はアーチ式の室牧ダム（高さ80.5m、長さ158.6m、貯水量1,700万m3）の建設が中心で1958年から約4年をかけて竣工。他にも砂防堰堤や発電所の建設などを行い、1963年5月、総事業費74億円をかけて完了した。これによって電力や農業用水の確保、工業用水や洪水災害の調節に大きな成果をあげている。
1981年、県営灌漑排水事業を取り組み、富山市八尾町上高善寺に1990年から1992年にかけて総工費11億円をかけてラバーゲート構造の取水施設「井田川合口頭首工」を完成させた。他にも取水施設がある。

## 流域の観光地

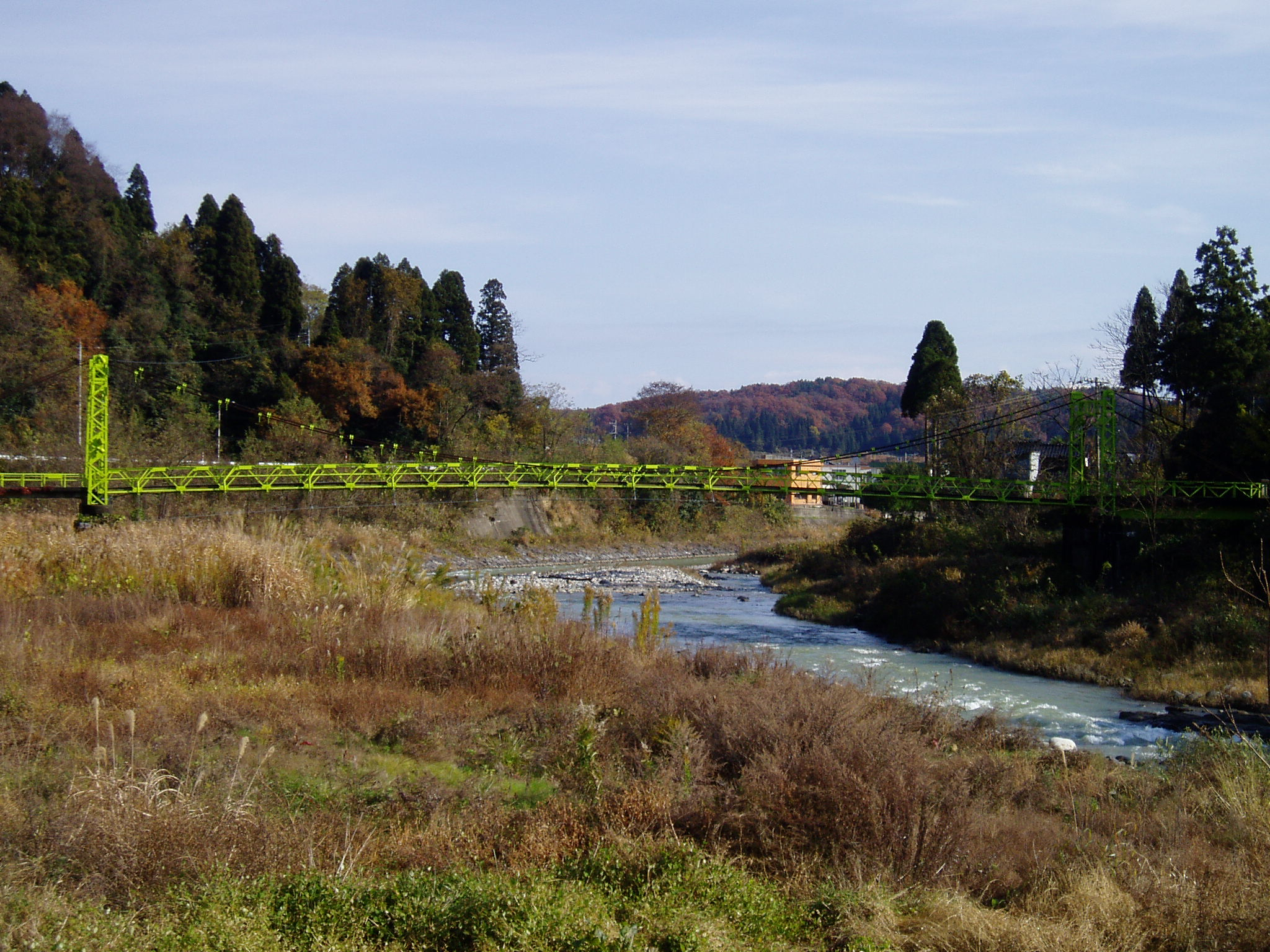
山吹橋と山の紅葉（2007年12月2日）

- 山吹橋 - 富山市八尾町高熊にある吊り橋。歩行者、自転車のみ通行できる橋であったが2012年に老朽化を原因に立入が出来なくなっている。
- 白木峰 - 大長谷川上流の白木水無県立公園域内にある標高1,586mの山。夏には高山植物が群生する。

## 主な支流
- 野積川
- 別荘川
- 久婦須川
- 山田川
- 赤江川[1]